# Abate Marchena
José Marchena Ruiz de Cueto, född den 18 november 1768 i Sevilla, död den 31 januari 1821 i Madrid, var en spansk författare, även känd under täcknamnet Abate Marchena.
Förföljd av inkvisitionen på grund av sina voltaireska åsikter flydde Marchena till Frankrike vid revolutionens utbrott, slöt sig till girondisterna, blev fängslad, men frigavs efter Robespierres död 1794. Han återvände till Spanien 1808 som Joachim Murats sekreterare, blev redaktör för "Gaceta de Madrid" och ägnade sig därefter övervägande åt författarskap. 
Av hans arbeten förtjänar i synnerhet omnämnas tragedin Polixena på kraftig och ståtlig vers samt Lecciones de filosofia, moral y elocuencia. För övrigt utgav Marchena mästerliga översättningar av flera av Molières arbeten samt biografier.